# 出石鉄道
出石鉄道（いずしてつどう）は、かつて兵庫県に存在した軽便鉄道路線およびその運営会社である。

## 概要
但馬の小京都と呼ばれた出石町（現在の豊岡市出石町）と山陰本線の江原を結ぶべく1920年（大正9年）に会社が設立され、紆余曲折の末に1929年（昭和4年）、地元住民の出資により軽便鉄道（貨物には蒸気機関車・旅客車はガソリンカー）として開通したが、経済不況や自然災害などにより営業不振が続いた。そして太平洋戦争下の1944年（昭和19年）に不要不急線として営業休止に追い込まれる。終戦後、路線復活の動きもあったものの、結局1970年（昭和45年）に正式に廃線となる。事業会社としての出石鉄道では、バスの運行や、営業休止の賠償としてトラックを入手し、運輸事業等も行っていたが、全線運休後にすべての事業を停止している。

## 路線データ
廃止時点
- 路線距離（営業キロ）：11.2km
- 軌間：1067mm
- 駅数：7駅（起終点駅含む）
- 複線区間：なし（全線単線）
- 電化区間：なし（全線非電化）

## 歴史
1910年、山陰東線（現在の山陰本線の一部）が京都駅から鳥取駅まで開通したが、出石町は、鉄道路線から離れた位置になった。そのため、生糸取引所、郡役所、国立銀行などが、次々豊岡市へ移転することとなった。このため、出石町までの鉄道敷設の機運が高まり、住民78名の有志らによって1920年（大正9年）12月に出石軽便鉄道株式会社が設立された。同社は初め出石町の住民らにより出資されたが、後に日高村（いずれも現豊岡市）も出資することになった。第一次世界大戦後の不況とインフレで一時工事が中断したが、1929年（昭和4年）7月21日に江原 - 出石間の全線11.2kmが開業した。資本金は50万円、建設費は69万9782円であった。
開業時は、ガソリンカーを2両、貨車を6両保有して、1日7往復が運転され全線を35分で結んでいた。1930年（昭和5年）から国鉄から蒸気機関車の払い下げを受け、国鉄との貨物の連帯輸送が始められた。1932年（昭和6年）には、鉄道省から小型客車1両の払い下げを受け、混合列車の運行を開始した。1937年には、鉄道省から旧簸上鉄道（現木次線）の客車3両を譲り受け、客車列車の運行を開始した。
開業した1929年（昭和4年）は、旅客数7万4991人、貨物が3785トンで、10年後の1939年（昭和14年）には旅客11万8531人、貨物1万6050トンと増加を見せていたが、不況の影響もあり経営は苦しく、終始赤字経営から抜け出すことはできなかった。一時期は社長が自分の田畑を処分して従業員の給料を支払っていたという。また1934年（昭和9年）には室戸台風により円山川の鶴岡橋梁が流失して打撃を受けた。円山川の両岸に鶴岡仮駅を設置し、同仮駅にて折り返し運転をしながら川を渡し舟で連絡していた。1936年（昭和11年）6月25日に復旧して全線での営業を再開した。しかし1942年（昭和17年）に再び鶴岡橋梁が流失し、1934年（昭和9年）の時と同様に折り返し運転となった。
1943年（昭和18年）2月14日、資材をインドネシアのスラウェシ島における鉱山開発に転用するためとして、不要不急線に指定され線路の撤去が命じられた。これにより1944年（昭和19年）5月1日に、円山川の河砂輸送のため残されることとなった江原 - 円山川をのぞいて運行休止となり、レールなどが撤去された。この時、代償として、バス4台、トラック5台を受け取り、自動車運輸業を開始した。
戦後になり、地元では鉄道復活の運動が行われた。1946年4月、出石鉄道復旧請願書を、さらに、1948年9月に資材の払い下げ願を大臣に提出した。しかし、復活は実らず、1970年（昭和45年）7月20日に正式に廃止となった。運転休止時に開始した自動車運輸も、1952年3月10日に全但交通に譲渡し、事業を休止した。1966年1月に株主総会にて解散決議を行い、同年9月清算完了により解散した。

### 年表
- 1919年（大正8年）6月27日 : 出石軽便鉄道株式会社（翌年3月、出石鉄道株式会社に改称）発起人が、出石 - 江原の鉄道敷設免許を受ける[4]。
- 1920年（大正9年）12月20日 : 出石鉄道株式会社設立[5]。
- 1921年（大正10年）1月 : 出石鉄道建設工事に着手。
- 1923年（大正12年） : 資金不足により、建設工事中断。
- 1929年（昭和4年）
  - 4月 : 建設工事再開。
  - 7月21日 : 江原 - 出石間開業 (11.2km)[6]。
  - 9月10日 : 島口駅開業。
- 1930年（昭和5年）
  - 2月24日 : 貨物運輸開始、鉄道省との貨物連絡運輸を開始、蒸気動力併用[7]。
  - 7月 : 豪雨のため築堤決壊3日間運休。
  - 12月6日 : 上ノ郷駅開業。
- 1932年（昭和7年）8月15日 : 目的追加（自動車運輸業、砂利採取販売業）[7]。
- 1934年（昭和9年）
  - 9月 : 室戸台風により江原 - 上ノ郷間の円山川にかかる鶴岡橋梁が流失し不通となる。
  - 10月2日 : 橋梁付近に鶴岡仮駅を設置し、鶴岡（仮） - 出石間の営業となる。
- 1936年（昭和11年）6月25日 : 鶴岡橋梁が復旧し全線での運転を再開、鶴岡仮駅廃止。
- 1938年（昭和13年） : 江原自動車からバス路線江原 - 出石線を買収し、運休とする。
- 1942年（昭和17年）9月 : 大雨により鶴岡橋梁が再び流失。
- 1943年（昭和18年）
  - 2月14日 : 不要不急線に指定され撤去を命じられる。
  - 4月 : 海軍の命令により円山川停車場を新設。
- 1944年（昭和19年）5月1日 : 円山川（鶴岡橋梁付近） - 出石間休止 (-10.3km)。江原 - 円山川間は貨物線として残される。
- 1951年（昭和26年）5月1日 : 江原 - 円山川間の貨物運輸営業を休止 (-0.9km)[8]。
- 1952年（昭和27年）3月10日 : 自動車運輸営業権を全但交通に譲渡。
- 1966年（昭和41年）1月31日 : 株主総会にて解散が決議。
- 1969年（昭和44年）9月10日 : 株主総会にて清算完了の承認を経て廃業。
- 1970年（昭和45年）7月20日 : 江原 - 出石間全線廃止。

## 駅一覧

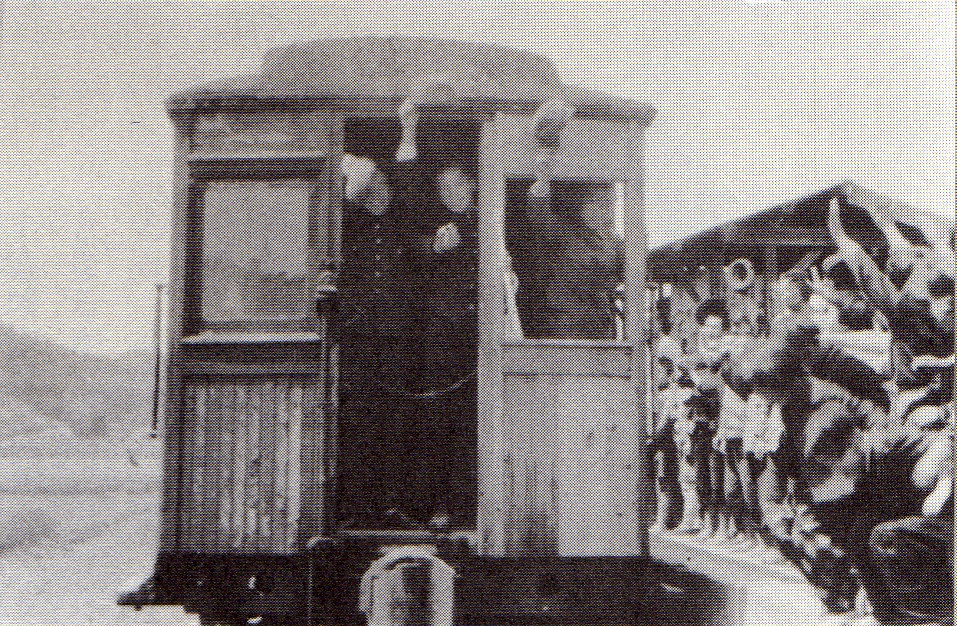
島口駅にて出発を見送る人々

1944年 円山川 - 出石間休止直前時
江原駅 - 上ノ郷駅 - 中筋駅 - 小坂村駅 - 島口駅 - 鳥居駅 - 出石駅
1944年 円山川 - 出石間休止後
江原駅 - 円山川停車場

## 接続路線
1944年休止時点
- 江原駅：国鉄山陰本線

## 輸送・収支実績
| 年度 | 乗客（人） | 貨物量（トン） | 営業収入（円） | 営業費（円） | 益金（円） | その他益金（円）         | その他損金（円） | 支払利子（円） | 政府補助金（円） |
| ---- | ---------- | -------------- | -------------- | ------------ | ---------- | ------------------------ | ---------------- | -------------- | ---------------- |
| 1929 | 32,722     | 0              | 8,017          | 7,030        | 987        |                          |                  | 12,216         |                  |
| 1930 | 72,991     | 3,847          | 24,268         | 24,917       | ▲ 649      |                          | 雑損4,202        | 25,793         | 16,118           |
| 1931 | 63,317     | 6,255          | 28,276         | 23,165       | 5,111      |                          | 雑損8,375        | 23,140         | 27,630           |
| 1932 | 54,675     | 6,449          | 29,379         | 24,131       | 5,248      |                          | 雑損12,557       | 20,674         | 30,625           |
| 1933 | 66,522     | 6,664          | 30,008         | 23,223       | 6,785      |                          | 雑損14,985       | 15,527         | 34,172           |
| 1934 | 91,812     | 6,478          | 30,754         | 31,978       | ▲ 1,224    | 債務免除及町補助金18,605 | 雑損11,577       | 11,799         | 33,213           |
| 1935 | 64,530     | 2,090          | 22,061         | 28,850       | ▲ 6,789    | 債務免除及町補助金4,050  | 雑損18自動車21   | 7,798          | 31,631           |
| 1936 | 68,832     | 4,386          | 25,831         | 35,021       | ▲ 9,190    | 町補助金3,250            | 自動車730        | 6,592          | 35,349           |
| 1937 | 55,710     | 6,878          | 27,556         | 36,704       | ▲ 9,148    | 自動車2,500              | 貨物自動車249    | 6,101          | 17,530           |
| 1939 | 96,134     | 11,669         |                |              |            |                          |                  |                |                  |
| 1941 | 122,664    | 16,716         |                |              |            |                          |                  |                |                  |
| 1943 | 164,001    | 31,222         |                |              |            |                          |                  |                |                  |

- 鉄道統計資料、鉄道統計、国有鉄道陸運統計各年度版

## 車両

### 蒸気機関車
21, 22号
旧国有鉄道1710形を1929年に譲受。1930年、出石鉄道に入線し、力不足のガソリンカーに代わって客車と貨車を牽引した。21号は、1938年（昭和13年）解体され、22号は、1944年（昭和19年）、三菱水島航空機製作所専用鉄道へ譲渡された。
6
播丹鉄道6を1936年（昭和11年）に譲受。鉄道省105形と同形である。出石鉄道営業休止後も、円山川川砂輸送のため、江原 -  円山川間を運行していた。1951年解体された。

### 気動車
ガ1号
1929年（昭和4年）の開業に向けて日本工業所を通じて梅鉢鉄工所に自社発注したガソリンカー（定員50名）である。1937年、エンジンのオーバーホールを行い、1940年に復旧した。1942年（昭和17年）に木炭代燃装置を取り付けたが、同年、車庫が全焼する火事が発生し、同車も廃車となった。
ガ2号
ガ1号と同様、1929年（昭和4年）の開業に向けて日本工業所を通じて梅鉢鉄工所に自社発注したガソリンカー（定員50名）である。ガ1号と同様、エンジントラブルが多く、1937年（昭和12年）、エンジンを換装したが、トラブルは治まらなかった。1944年（昭和19年）、日立水戸工場へ売却した。
カハ1号
1930年（昭和5年）加藤車両製作所により作成された単端式ガソリンカー（定員28名）である。1942年（昭和17年）出石鉄道に入線した。この気動車は流出した鶴岡橋梁が復旧するまで、江原 - 鶴岡仮停車場間の折り返し運転で使用された。1944年（昭和19年）、出石で解体された。

### 客車
ハフ2001 → ハニフ2001
1897年（明治30年）大阪福岡鉄工所にて製造された。オープンデッキのクロスシート4輪単車で、車体中央部が二重屋根であった。旧阪鶴鉄道が国有化された後、出石鉄道に譲渡された。1941年、遠州電気鉄道に譲渡された。
形式1500 1500?1502
1937（昭和12年）鉄道省から購入した。元簸上鉄道ホロハ1-3。1944年、東武鉄道に譲渡された。

### 貨車
有蓋貨車 ワ101・102
1929年（昭和4年）7月梅鉢鉄工所製造。ワ101は1941年（昭和16年）11月に遠州電気鉄道へ、ワ102は、1944年に解体された。
緩急有蓋貨車 ワフ51・52
1929年（昭和4年）7月梅鉢鉄工所製造。1944年（昭和19年）に解体された。
無蓋貨車 ト151・152
1929年（昭和4年）7月梅鉢鉄工所製造。1944年（昭和19年）に解体された。

## 廃線跡
鶴岡 - 上之郷間には円山川があり、鶴岡橋から水が少ないときは旧鶴岡橋梁の土台が見える。円山川 - 上之郷間では国道482号出石方面への進行方向東側に分かれ上郷区にはいっていく。上郷区にあった旧上ノ郷駅の西側は2車線の道路であるが東側は畑になっている。上之郷から中筋方面へは途中上郷川に小さな橋げたがある。